# Lautgesten
Lautgesten sind Handzeichen (Phonembestimmte Manualsysteme), die den Sprachlaut in seiner Artikulation symbolisieren. Nicht zu verwechseln sind sie mit den Gebärden der Gebärdensprache von Gehörlosen oder den Gebärden der unterstützten Kommunikation, zu diesen haben sie keine inhaltlichen Berührungspunkte. Sie sind auch kein Fingeralphabet (Graphembestimmtes Manualsystem), das die Buchstaben anzeigt. Lautgesten sind keine eigenständige Sprache zur Kommunikation, sie dienen ausschließlich der Unterstützung der Artikulationskompetenz.

## Prinzip
Das Handzeichen (Geste) wird simultan zu einem ihm fest zugeordneten Sprachlaut (Laut) durchgeführt und so mit ihm verbunden. Sie ahmen den Artikulationsmodus nach und unterstützen dadurch die Lautbildung. Lautgesten werden vom Durchführenden visuell und taktil-kinästhetisch wahrgenommen und im Gehirn als ein bedeutungsvolles Zeichen gespeichert. Durch das Sprechen, Hören, Sehen, Fühlen und Sichbewegen werden parallel verschiedene Sinneskanäle aktiviert, so prägen sich Laut und Geste nachhaltig im Gedächtnis ein und lassen sich auch schnell wieder hervorrufen. Der Einsatz von Lautgesten erfolgt auf allen Sprachebenen und in allen Sprechsituationen. Sie werden für die Entwicklung der Laut- und Schriftsprache benutzt, oder auch im präventiven Bereich.
Lautgesten finden in der Logopädie vornehmlich ihre Verwendung zur Anbahnung bzw. Korrektur von Einzellauten und Konsonantenclustern, zum Aufbau von Silben und Silbenfolgen und Wörtern, sowie für die Lautwahrnehmung und Lautdifferenzierung.

## Zielsetzung
Lautgesten werden in der Logopädie zur Unterstützung bei folgenden Sprech-/Sprachstörungen eingesetzt:
- Artikulationsstörungen unterschiedlicher Ursachen und Arten (verbale Entwicklungsdyspraxie VED, phonologische Störung, phonematische Störung, dysarthrische Störung)
- Auditive Verarbeitungs- und Wahrnehmungsstörungen
- gering ausgebildete phonologische Bewusstheit
- Late Talker
- morphologische Störungen
- Legasthenie
- Down-Syndrom und andere Entwicklungsverzögerungen
- Sprechapraxie bei Erwachsenen

## Begriffsentwicklung
Es gibt eine Vielzahl verschiedener phonembestimmter Manualsysteme (Synonyme: PMS, Lautgebärden, Lautgesten). Sie werden für unterschiedliche Bereiche der Sprachförderung in der Pädagogik, Sonderpädagogik und Therapie verwendet. In der Logopädie setzt sich der Begriff „Lautgesten“ zunehmend durch.

## Arten
Klaus Schulte entwickelte 1974 und Hildegard Kaiser-Mantel entwickelte 2012 ein PMS-System für die Gebärdensprache.
Der Mildenberger Verlag hat mit seiner Silbenmethode ebenfalls ein PMS geschaffen.